# Elephantomyia (Elephantomyia) carbo
Elephantomyia (Elephantomyia) carbo is een tweevleugelige uit de familie steltmuggen (Limoniidae). De soort komt voor in het Palearctisch gebied.